# Otho Holland Williams
Otho Holland Williams, originaire du Maryland, était un officier de l'armée continentale lors de la guerre d'indépendance américaine.